# 憂姫はぐれ
憂姫 はぐれ（ゆうき はぐれ）は、日本のグラフィッカー、原画家、イラストレーター。

## 人物・エピソード
原画家、イラストレーターとして数々のゲームや小説に携わる。
また、アニメのエンドカードも手がける。

## 作品リスト

### アダルトゲーム
- ね〜つま（原画）
- もえママ! Cutie MaMa came Suddenly!（原画）
- きすみみ!! ～Kiss!Me!Me!～（原画）
- 〜パンツを見せること、それが……〜 大宇宙の誇り（原画）
- こんぼく麻雀 〜こんな麻雀があったら僕はロン!〜（原画）
- 光輪の町、ラベンダーの少女（原画）
- 恋騎士 Purely☆Kiss（原画）
- 銃騎士cutie☆bullet（原画）

### オンラインゲーム
- 桃色大戦ぱいろん（原画）

### ソーシャルゲーム
- 君と一緒に（原画）

### トレーディングカードゲーム
- ランブリングエンジェル

### イラスト・挿絵
ライトノベル
- いでおろーぐ!
- ざるそば（かわいい）
- この素晴らしい世界に祝福を！エクストラ あの愚か者にも脚光を！
- スコップ無双 「スコップ波動砲!」( `・ω・´)♂〓〓〓〓★(゜Д ゜ ;;;).:∴ドゴォォ
- 【新装版】自動販売機に生まれ変わった俺は迷宮を彷徨う

エンドカード
- C3 -シーキューブ-（第10話）
- ガヴリールドロップアウト（第7話）
- 南鎌倉高校女子自転車部（第1話）
- Cutie Honey Universe（第1話）
- ありふれた職業で世界最強（第12話）
- ネコぱら（第9話）

雑誌
- 月刊メガストア（表紙）
- 月刊COMICプルメロ（表紙）

### キャラクター原案
- 温泉むすめ（赤倉茅咲）

### キャラクターデザイン
ライトノベル
- 自動販売機に生まれ変わった俺は迷宮を彷徨う（コミカライズ版）

バーチャルYouTuber
- 兎田ぺこら
- 灯らんぷ
- 天ノ川しいな
- 月宵
- やみん
- 小森めと
- 月宵あび
- 新兎わい